# Ras Lanuf
Ras Lanuf és un port libi i el principal centre de refinació de petroli del país.
Es troba a la costa mediterrània del golf de Sirte, a 600 km de la capital Trípoli. Té uns 13.000 habitants. És a prop de la conca de Sirte, el principal jaciment petrolífer de Líbia. Hi ha la refineria de petroli més gran del país, amb una capacitat de 220.000 barrils al dia, és a dir, dos terços de la capacitat de refinació de Líbia. Entrà en servei l'any 1984. La refineria és alimentada per dos oleoductes, l'Amal-Ras Lanuf i el Mesla-Ras Lanuf. Disposa d'un aeroport.
Durant la revolució líbia del 2011, combatents revolucionaris de Cirenaica prengueren la ciutat el 4 de març, que fou recuperada per les tropes de Gaddafi dies després entre el 10 i l'11 de març i presa de nou pels rebels el 26 de març.